# 王冠都
王冠都（1929年？—），福建人，中华民国国防部军事情报局间谍。

## 生平
1996年3月，王冠都在台湾加入国防部军事情报局。1996年5月到1997年5月间，奉国防部军事情报局派遣，先后以中美合资苏州中化药品工业有限公司营销专员、台湾巨昱实业有限公司大陆地区总经理的身份多次从台湾入境中国大陆，搜集军事及科技情报。1996年5月，到安徽省某军用机场（隶属南京军区空军）拍摄飞行中的某型飞机照片。1996年7月，通过唐某（原南海舰队某舰副机电长）进入某部军港参观某型导弹驱逐舰并拍照；后又约唐某到山东省青岛市，并令唐某拍摄停在北海舰队某军港的军舰。1996年8月，到南京某大学，通过郇某（该校科技部秘书）得到了两本内部刊物。1996年8月，在西安市由潘某（《军工报》记者）、高某（《陕西日报》记者）陪同进入中国人民解放军空军某学院拍摄军用飞机照片。次日在潘、高等人协助下，假充新华社记者进入某飞行试验研究院机场询问情况并拍照；当天，还到该院某试飞团试图了解空中加油机等情况被拒绝。1996年10月，在潘、高等人陪同下再度赴中国人民解放军空军某学院询问情况并拍照。1997年5月8日，乘船拍摄黄浦江沿岸军港码头及22艘军用舰船。这些军事、科技情报，除1997年5月8日拍摄的29张照片被截获外，其他大部分已被王冠都带回台湾上交国防部军事情报局。
王冠都在搜集情报过程中，于1996年4月结识中国人民解放军海军某部大校军官杨某，认为杨某任职部门有重要价值，乃向中华民国国防部军事情报局建议策反杨某。1996年5月，王冠都在中国大陆境内活动期间，多次经密码广播接受中华民国国防部军事情报局的派遣任务，密码广播被江苏省国家安全厅侦听到。
1997年5月22日，王冠都因间谍案被刑事拘留。1997年6月26日因该案被逮捕。1997年11月24日，江苏省南京市中级人民法院以间谍罪判处王冠都有期徒刑十一年，剥夺政治权利三年，追缴的犯罪活动经费美元3220元、港币60元、台币2050元予以没收。